# Lyman Frank Baum
Lyman Frank Baum (Chittenango, 15 de maig de 1856 - Hollywood, 6 de maig de 1919) va ser un escriptor, actor i director de cinema estatunidenc, cèlebre per ser el creador, junt amb l'il·lustrador W. W. Denslow, d'un dels llibres més populars de la literatura infantil nord-americana, The Wonderful Wizard of Oz, (en català El màgic d'Oz). Va escriure'n tretze seqüeles, nou novel·les fantàstiques de tema diferent, i una gran quantitat d'altres obres, i va fer nombrosos intents per portar les seues obres a l'escenari i a la pantalla.

## Biografia

### Infantesa i joventut
Frank va nàixer a Chittenango, Estat de Nova York, en el si d'una devota família metodista d'origen alemany per part de pare i irlandesa-escocesa per part de mare. Va ser el seté de nou infants nascuts de Cynthia Stanton i Benjamin Ward Baum, dels quals només van sobreviure cinc fins a l'edat adulta. Va ser anomenat "Lyman", com el germà del pare, però sempre va rebutjar aquest nom, i s'estimava més ser anomenat com "Frank". Sa mare, Cynthia Stanton, era una descendent directa de Thomas Stanton, un dels fundadors de l'actual ciutat de Stonington, Connecticut.
Benjamin Baum era un ric empresari, que havia fet la seua fortuna en els camps de petroli de Pennsilvània. Frank va créixer a la residència dels seus pares, Rose Lawn, la qual sempre va recordar com una mena de paradís. Sent un infant petit, va ser educat a casa per tutors, però als 12 anys va ser enviat a la Peekskill Military Academy. Frank era un infant malaltís i fantasiós, i els seus pares degueren pensar que necessitava endurir-se. Però després de dos anys absolutament dissortats en l'acadèmia militar, se li va permetre tornar a casa. Frank Joslyn Baum reivindica que va ser arran d'un incident descrit com un "atac al cor", però no hi ha evidència contemporània d'aquest fet.
Frank va començar a escriure molt petit, potser degut a una primerenca fascinació per la impremta. Son pare va comprar una senzilla impremta, i Frank va usar-la per a produir el periòdic The Rose Lawn Home Journal amb l'ajut del seu germà menut, Harry Clay Baum, a qui sempre va estar molt unit. Els germans van publicar diversos números del periòdic, incloent-hi anuncis pagats. Als 17 anys ja havia creat un segon periòdic amateur, The Stamp Collector, imprès un pamflet d'11 pàgines titulat Baum's Complete Stamp Dealers' Directory, i havia creat en companyia d'amics un negoci de segells.
En aquesta mateixa època va començar la seua dedicació al teatre, una activitat que el fascinava i que en diverses ocasions va portar-lo al fracàs i quasi a la ruïna. El seu primer fracàs va tenir lloc quan una companyia teatral local el va implicar econòmicament en la renovació del vestuari, amb la promesa de confiar-li papers principals, promesa que no arribaria a acomplir-se. Desil·lusionat, Baum va deixar el teatre—temporalment—i se'n va anar a treballar d'empleat en la companyia comercial del seu cunyat a Syracuse (Nova York). Un dia, va trobar un company mort en un magatzem tancat, un aparent suïcidi. Aquest incident sembla haver inspirat la seua narració sobre una cambra segellada, The Suicide of Kiaros.
A l'edat de 20 anys, Baum va trobar una nova vocación: la cria d'aus, que va esdevenir una bogeria nacional per aquell temps. Va especialitzar-se en la cria d'una raça especial d'aus, el pollastre d'Hamburg. L'any 1880 va fundar una revista mensual, The Poultry Record, dedicada a la cria d'aus, i l'any 1886, quan tenia 30 anys, va publicar el seu primer llibre: The Book of the Hamburgs: A Brief Treatise upon the Mating, Rearing, and Management of the Different Varieties of Hamburgs, dedicat a la cria del pollastre d'Hamburg.
Però Baum mai no va romandre lluny dels escenaris. Va continuar representant papers en comèdies, utilitzant els noms artístics de Louis F. Baum i George Brooks.
L'any 1880, son pare li va fer construir un teatre a Richburg (Nova York), i Baum va emprendre la tasca d'escriure obres de teatre i crear una companyia. The Maid of Arran (La donzella d'Arran), un melodrama amb cançons basada en la novel·la A Princess of Thule, de William Black, va proporcionar-li un modest èxit. Baum no només va escriure l'obra, sinó que també va compondre'n les cançons (avançant un prototípic musical, atès que les cançons estaven relacionades amb l'argument i l'acció), i va actuar en el paper protagonista. La seua tia, Katharine Gray, va representar el paper de la seua tia. Va ser el fundador de la Syracuse Oratory School, i Baum anunciava entre els serveis en el catàleg, l'ensenyament de teatre, incloent-hi escenografia, creació literària, direcció teatral, traducció (francès, alemany, i italià), revisió, i opereta, tot i que no era possible fer tant. El 9 de novembre de 1882, es va casar amb Maud Gage, filla de Matilda Joslyn Gage, una famosa sufragista. Mentre estava de gira amb The Maid of Arran, el teatre de Richburg es va cremar durant una producció d'una obra de Baum titulada irònicament, Matches ("Mistos"), així com el vestuari i decorats.

## Els anys a Dakota del Sud
El juliol del 1888, Baum i la seua esposa van traslladar-se a Aberdeen, Dakota del Sud, on van obrir una botiga, "Baum's Bazaar". El seu hàbit de vendre a crèdit va conduir a la fallida del negoci, de manera que Baum va tornar a editar un periòdic local, The Aberdeen Saturday Pioneer, on escrivia una columna, "Our Landlady". La descripció que Baum fa de Kansas a El màgic d'Oz es basa en el sec paisatge de Dakota del Sud. Durant una gran part d'aquest període, Matilda Joslyn Gage va viure a la casa dels Baum.

## Baum esdevé escriptor

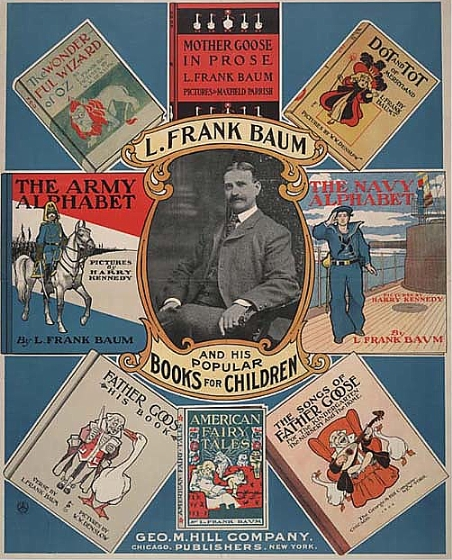
Pòster promocional dels Llibres populars per a infants de Baum, 1901.

Després de la fallida del periòdic l'any 1891, ell, Maud i els seus quatre fills van traslladar-se a Chicago, on Baum va trobar un treball de comercial al Evening Post. Durant uns quants anys va editar una revista destinada a agències de publicitat enfocada en vitrines de magatzems comercials. Per aquella època, els principals magatzems creaven fantasies mecàniques en les vitrines, durant el temps de Nadal, en les quals els personatges humans i animals tenien moviment.
L'any 1897 va escriure i va publicar Mother Goose in Prose (Mare Ànec en prosa), una col·lecció de petits contes il·lustrats per Maxfield Parrish. Mother Goose va proporcionar-li un moderat èxit, que li va permetre deixar el treball comercial.
L'any 1899 Baum va associar-se amb l'il·lustrador W. W. Denslow, per a publicar Father Goose, His Book (pare Ànec, el seu llibre), una col·lecció de poesia de l'absurd. El llibre va ser un èxit, esdevenint el llibre per a infants més venut de l'any.

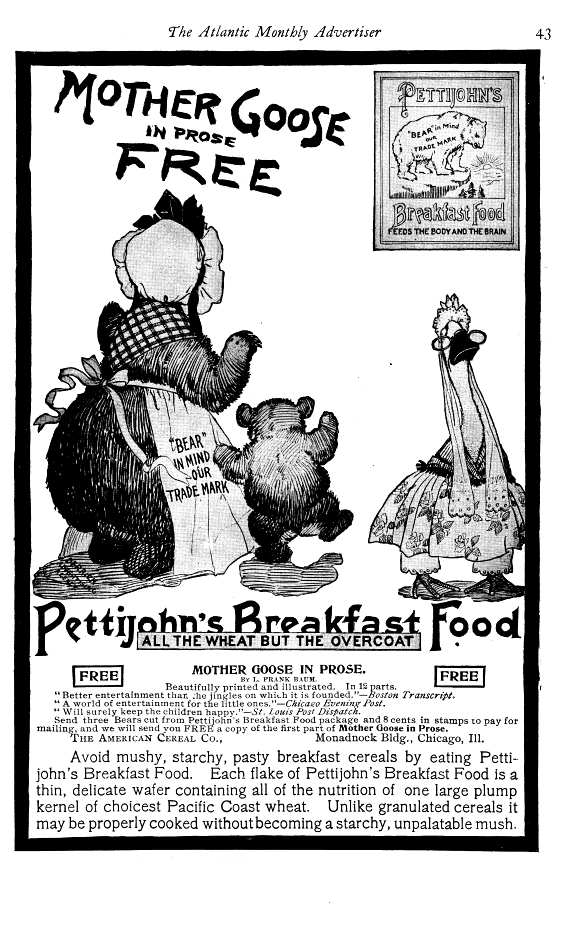
El llibre sobre la Mare Ànec de Baum-Denslow, usat com a regal comercial per una marca de cereals

### El màgic d'Oz
L'any 1900, Baum i Denslow (amb qui compartia els drets) van publicar El màgic d'Oz amb un gran èxit de crítica i comercial. Va ser el llibre per a infants més venut durant els dos anys posteriors a la seua publicació. Baum va arribar a escriure tretze novel·les addicionals basades en els escenaris i personatges de la Terra d'Oz.
Dos anys després de la publicació del Màgic, Baum i Denslow es van associar amb el compositor Paul Tietjens i el director teatral Julian Mitchell per a produir-ne una versió teatral musical. Aquesta versió teatral, la primera a utilitzar el títol abreujat de "El màgic d'Oz", va estrenar-se a Chicago l'any 1902, i després va ser representada a Broadway durant 293 nits, des del gener a l'octubre de 1903. Va tornar a Broadway l'any 1904, sent representada des del març al maig i de nou des del novembre al desembre. Seguidament va fer gira pels Estats Units amb pràcticament els mateixos intèrprets, com era costum en aquells anys, fins a l'any 1911, i després va ser representada per companyies d'afeccionats. La versió tetral va comptar com a protagonistes amb David C. Montgomery i Fred Stone com Tin Woodman i l'espantaocells respectivament, el que els va llançar immediatament a la fama. La versió teatral era un poc diferent a la novel·lística, i estava adreçada principalment al públic adult. Toto va ser reemplaçat per la vaca Imogene, i Tryxie Tryfle, una cambrera i Pastoria, un operari de tramvia, van ser afegits com a companys víctimes del cicló. Es va eliminar l'entremaliada Bruixa de l'Oest del guió, sobre el que Baum va poder excercir poc control o influència. Es van introduir bromes contemporànies, la major part escrites per Glen MacDonough, que feien referència al president Theodore Roosevelt, al senador Mark Hanna, i al magnat del petroli John D. Rockefeller.
Arran de l'èxit de la versió teatral, les versions posterior de l'obra, incloent-hi les noves edicions de la novel·la, han estat titulades El màgic d'Oz, en lloc del títol complet original.
Després de les primeres adaptacions cinematogràfiques de 1910 i 1925, Metro-Goldwyn-Mayer va produir el clàssic The Wizard of Oz protagonitzada per Judy Garland en el paper de Dorothy Gale. L'any 1975 es va estrenar a Broadway un nou musical, basat en estils musicals afroamericans, The Wiz, que va ser mereixedor d'un Pemi Tony. Aquesta vegada va ser Stephanie Mills la que va encarregar-se del paper de Dorothy. Aquest musical va ser la base de la pel·lícula The Wiz, amb Diana Ross com una asdulta Dorothy. El màgic d'Oz continua inspirant noves versions, com la de Disney de 1985 Return to Oz, The Muppets' Wizard of Oz, i una gran varietat de produccions de dibuixos animats. Un dels més exitosos espectacles de Broadway, Wicked narra una història paral·lela de les dues bruixes que apareixen en la pel·lícula clàssica de MGM. L'autor de Wicked, Gregory Maguire va anomenar el personatge principal Elphaba en honor de L. Frank Baum: Elphaba és una interpretació fonètica de les inicials de l'escriptor.

## Últims anys i últimes obres
Amb l'èxit del Màgic en llibre i en el teatre, Baum i Denslow esperaven que la sort els somriuria una tercera vegada i l'any 1901 van publicar Dot and Tot of Merryland. El llibre va ser un dels més febles de Baum, i el seu fracàs va refredar les seues relacions amb Denslow. Va ser llur darrera col·laboració.
Diverses vegades durant el desenvolupament de la sèrie d'obres sobre Oz, Baum va declarar que havia escrit el seu últim llibre sobre el tema i va dedicar-se a escriure altres obres que recreaven mons fantàstics diferents, incloent-hi The Life and Adventures of Santa Claus i Queen Zixi of Ix. Tanmateix, persuadit per la demanda popular, cartes de xiquets, i el fracàs dels seus nous llibres, acabava per tornar al tema d'Oz. Totes les seues novel·les han caigut en el domini públic en la major part dels països, i moltes es troben disponibles en anglès a través del Projecte Gutenberg.
A causa del seu durador amor pel teatre, sovint va finançar musicals, de vegades amb pèrdues econòmiques. Un dels seus pitjors fracassos financers va ser l'obra The Fairylogue and Radio-Plays (1908), que combinava projecció de diapositives, cine i actors en directe amb una lectura de Baum simulant un reportatge sobre la Terra d'Oz. En aquesta ocasió, Baum va fer fallida i no va poder pagar els deutes amb la companyia que produïa les pel·lícules per a l'espectacle. No va recuperar una situació financera estable en un grapat d'anys, després de vendre els drets d'explotació d'algunes de les seues primeres obres, incloent-hi El màgic d'Oz. Això va desembocar en què l'empresa editorial M.A. Donahue Company va començar a traure edicions barates de les primeres obres de Baum, i el reclam publicitari era que aquestes primeres obres de Baum, molt més econòmiques, eren millors que les noves i més cares. Baum va haver de transferir la major part de les seues propietats a nom de la seua esposa, a excepció de la seua roba, la seua biblioteca (fonamentalment composta per llibres infantils, com ara els contes de fades d'Andrew Lang, el retrat del qual tenia en el seu estudi), i la seua màquina d'escriure, com si les finances foren cosa de Maud. D'aquesta manera van perdre molt menys del que podien haver perdut.
El seu últim llibre sobre Oz, Glinda of Oz va ser publicat un any abans de la seua mort, però les sèries sobre Oz van ser continuades més enllà de la mort del seu creador per altres autors, entre els quals cal destacar Ruth Plumly Thompson, que va escriure noranta llibres addicionals sobre Oz.
Baum va utilitzar diversos pseudònims per algunes de les seues obres "no Oz":
- Edith Van Dyne (Sèrie de Aunt Jane's Nieces - Les nebodes de la tia Jane)
- Laura Bancroft (Twinkle and Chubbins, Policeman Bluejay)
- Floyd Akers (La sèrie de The Boy Fortune Hunters, continuació de la sèrie Sam Steele)
- Suzanne Metcalf (Annabel)
- Schuyler Staunton (The Fate of a Crown, Daughters of Destiny)
- John Estes Cooke (Tamawaca Folks)
- Capt. Hugh Fitzgerald (la sèrie de Sam Steele)

També va escriure de forma anònima The Last Egyptian: A Romance of the Nile.
Baum va continuar la seua tasca teatral amb el club masculí de Harry Marston Haldeman, The Uplifters, per al qual va escriure diverses obres destinades a celebracions. També en va escriure unes regles paròdiques. El grup, al qual també pertanyia Will Rogers, estava orgullós d'haver tingut Baum com a membre, i pòstumament va repondre algunes de les seues obres, malgrat el seu caràcter circumstancial. Abans d'això, la seua darrera producció teatral havia estat The Tik-Tok Man of Oz (basada en Ozma of Oz i la base per a Tik-Tok of Oz), un modest èxit de Hollywood que el productor Oliver Morosco va decidir que no era prou bo com per estrenar-se a Broadway. Morosco va passar ràpidament a la producció de pel·lícules, com Baum.
L'any 1914, havent-se traslladat a Hollywood uns anys abans, Baum va encetar la seua carrera com a productor cinematogràfic amb la creació de la companyia The Oz Film Manufacturing Company, a conseqüència de la seua activitat amb "The Uplifters". va ser-ne el president, principal productor i guionista. La resta de la plantilla la componien Louis F. Gottschalk, Harry Marston Haldeman, i Clarence R. Rundel. Les pel·lícules van ser dirigides per J. Farrell Macdonald, comptant com a actors amb Violet Macmillan, Vivian Reed, Mildred Harris, Juanita Hansen, Pierre Couderc, Mai Welles, Louise Emmons, J. Charles Haydon, i primerenques aparicions de Harold Lloyd i Hal Roach. Richard Rosson apareixia en una de les pel·lícules i curiosament el seu germà menor, Harold Rosson va ser responsable de la fotografia de The Wizard of Oz (1939). Després del poc èxit que obtenir en l'inexplorat mercat del cinema mut per a infants, Baum va escriure The Last Egyptian i en va fer una pel·lícula (seccions de la qual s'inclouen a Decasia), però el nom "Oz" havia esdevingut un verí per a la taquilla i fins i tot un canvi del nom de la companyia a Frank Joslyn Baum no va ajudar a redreçar les coses. A diferència de The Fairylogue and Radio-Plays, Baum no va fer-hi una inversió personal, però l'estrès probablement va afectar la seua salut.
Baum va morir el 6 de maig de 1919, als 62 anys, i va ser soterrat a Glendale, California.

## Creences de Baum

### Política
Sally Roesch Wagner de The Matilda Joslyn Gage Foundation ha publicat un pamflet titulat The Wonderful Mother of Oz (La meravellosa mare d'Oz) descrivint com la ideologia radicalment feminista de Matilda va ser traslladada per Baum als seus llibres sobre Oz. Un dels principals objectius polítics del periòdic republicà Aberdeen Saturday Pioneer era convèncer els ciutadans que votaren a favor del sufragi femení. Baum va ser el secretari del Club Sufragista d'Aberdeen. Quan Susan B. Anthony va visitar Aberdeen, va allotjar-se a casa dels Baum.
Durant els esdeveniments que van portar a la massacre de Wounded Knee, Baum va escriure un editorial per a l'Aberdeen Saturday Pioneer sobre la mort del cap sioux Sitting Bull, afirmant:
Els blancs, per llei de conquesta, per la justícia de la civilització, són els amos del continent americà, i la millor seguretat per als assentaments fronterers haurà de ser assegurada mitjançant la total aniquilació dels pocs indis que queden. Per què no l'aniquilació? La seua glòria ha fugit, el seu esperit s'ha trencat, la seua virilitat s'ha esborrat; millor que morin abans que visquen aquestes vides miserables.
Després de la massacre va escriure un segon editorial repetint la seua primera opinió i criticant el govern dels Estats Units per no prendre mesures encara més contundents. Aquests dos curts editorials continuen enfosquint el seu llegat. Matilda Joslyn Gage, una feminista blanca que més tard va ser adoptada per la Nació Mohawk, estava vivint amb els Baum en l'època de la massacre de Wounded Knee, i cap de les cartes familiars dels Baum o els diaris del temps suggereixen cap discussió arran d'aquest escrit. L'any 2006, descendents de Baum han demanat perdó a la Nació Sioux pels perjudicis que el seu avantpassat els va causar.
Aquests editorials són l'únic testimoni d'expressió directa de les seues opinions, per part de Baum, tot i que en altres escrits menys hostils va utilitzar vocabulari racista o els estereotips habituals de l'època. Per altra banda, en general, la seua obra és remarcablement inclusiva i els seus personatges reflecteixen la diversitat. Per exemple, llevat d'un vocabulari que ningú no utilitzaria avui dia, reconeix molts americans d'origen no europeu al llibre The Woggle Bug Book en una mesura poc habitual en altres publicacions per a infants de principis del segle xx. El conte, "The Enchanted Buffalo", que es presenta com una faula nativa americana, parla respectuosament dels pobles indígenes.

### Els llibres d'Oz

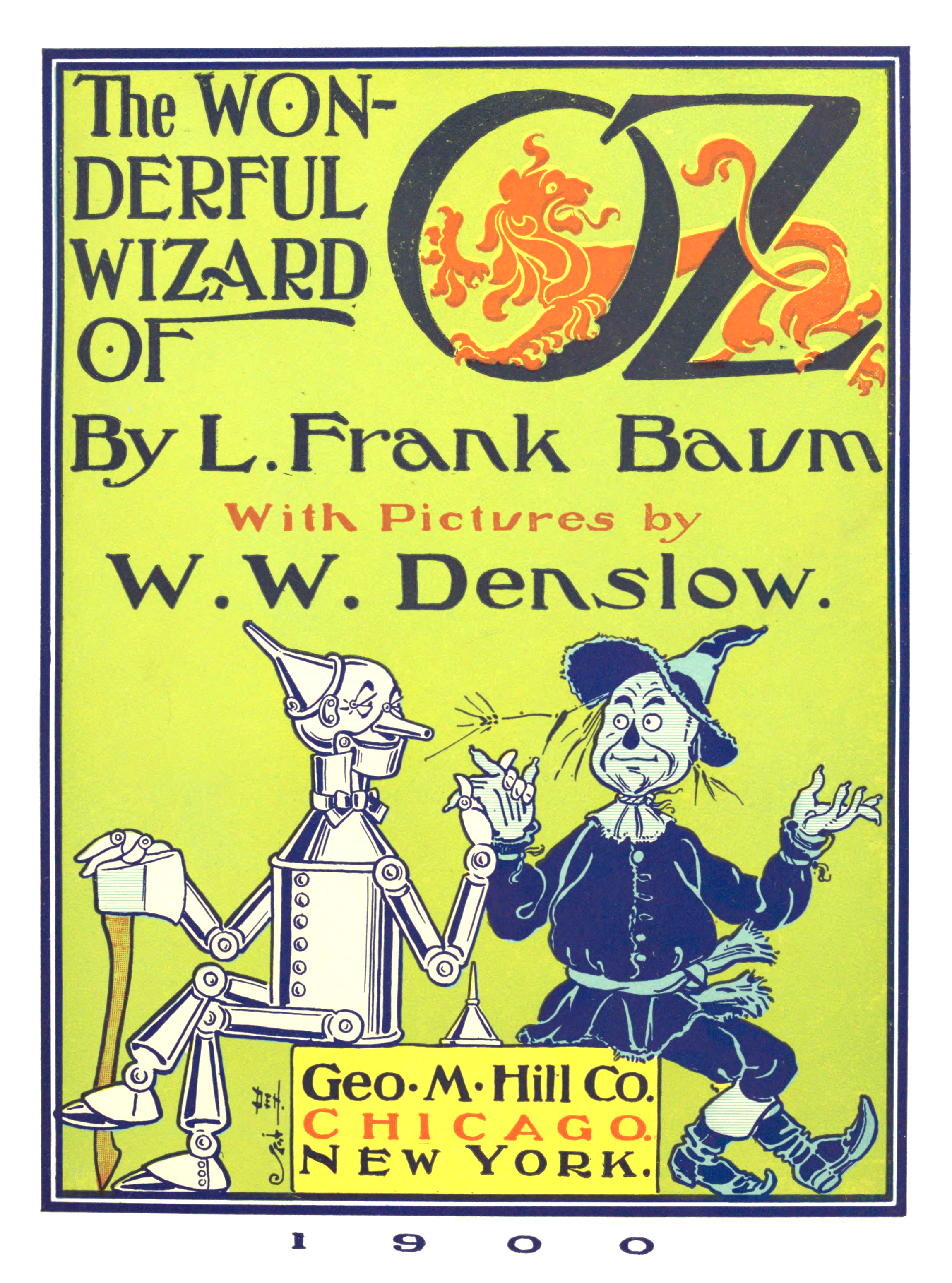
Llibre d'Oz

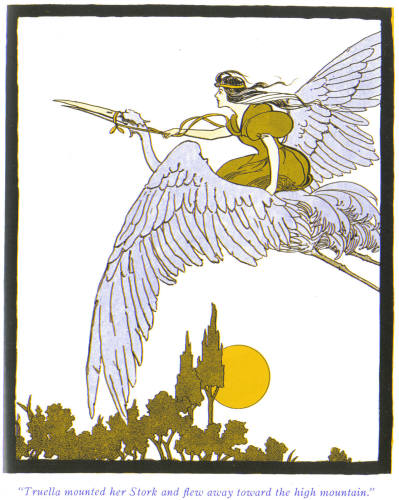
Princesa
Truella, un personatge de The Magical Monarch of Mo